# Naucrates ductor
Cá thuyền, cá cu cam, cá cu cam sọc đen, cá cam (tên khoa học Naucrates ductor) là một loài cá biển trong họ Carangidae.